# Teodorico II
Teodorico II, rei dos Visigodos (453 - 466). Tendo subido ao trono depois de assassinar, juntamente com o seu irmão Frederico, o rei Torismundo, ele próprio seu irmão, derrotou os Suevos perto de Astorga em 456, na Batalha de Órbigo. Conseguiu colocar no trono suevo um seu apoiante, Agiulfo, que, no entanto, se insurgiu e cortou os laços com o rei visigodo. Teodorico II foi assassinado por Eurico, seu irmão, que lhe sucedeu.